# Skwierzynka
Skwierzynka (do 1945 niem. Schwerinsthal) – wieś sołecka w Polsce położona w województwie zachodniopomorskim, w powiecie koszalińskim, w gminie Sianów.
Według danych z 30 czerwca 2003 r. wieś miała 234 mieszkańców.